# Дукат польського повстання 1831 року
Дукат польського повстання 1831 (пол. Dukat 1831) — золота монета — дукат 1831 року, викарбуваний на Варшавському монетному дворі, що повторював Нідерландський дукат. Вилучено обігу з 1 червня 1838 року.

## Історія

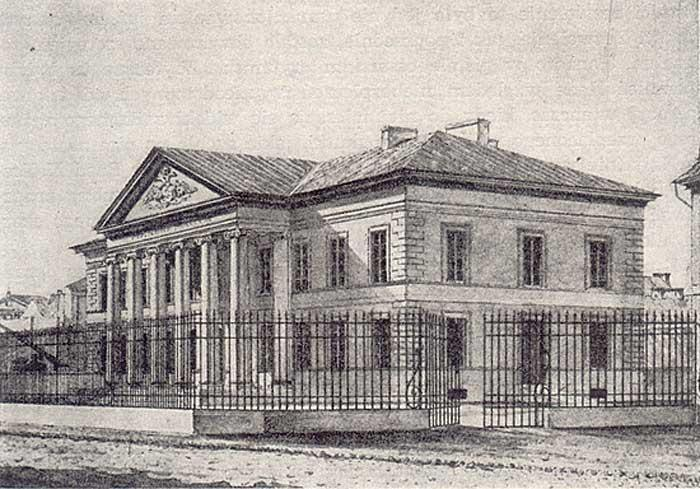
Варшавський монетний двір (1816—1864)

Польське повстання проти влади Російської імперії почалося 29 листопада 1830 року і охопило Польщу, Білорусь та Литву. Під час повстання 1830—1831 років Національний уряд вирішив випускати власні гроші.
Золоті монети польського повстання 1830—1831 років були викарбувані 1831 року за Указом тимчасового Польського уряду на Варшавському монетному дворі. Незважаючи на відсутність російської атрибутики, вони нині класифікуються колекціонерами як російська тематика. Восени 1831 керівництво повстання, після його поразки, зупинило випуск цих монет.
Дукати польського повстання в цілому наслідували нідерландські дукати, що мали назву бунтівний дукат. Дукат 1831, викарбуваний на Варшавському монетному дворі, відрізнявся від нідерландського дукату наявністю зображення орла праворуч від голови лицаря. Після поразки повстання «бунтівні» монети вживалися в Польському Царстві до 1 липня 1838 року. Усього було випущено монет (крім дукатів) на 2,1 млн злотих, вилучено та переплавлено — на 1 млн злотих. Недовго ходіння «бунтівних» монет зумовило дещо вищу ступінь їх збереження, порівняно з російсько-польськими монетами тих самих номіналів, що у грошовому обігу польських губерній до 1891 року.

## Аверс
На боці аверс монети зображена фігура лицаря, що стоїть, у обладунках з піднятим мечем у правиці і стрілами в лівій руці. З двох сторін зображені цифри 18 і 31. Перед лицем лицаря — невелике зображення орла. По периметру монети виконано напис: «CONCORDIA RES PARVAE CRESCUNT»/ Біля меча зображено факел, що горить.
До різновидів відноситься наявність точки перед смолоскипом, за ним або без крапки.

## Реверс
На реверсі монети у квадратній рамці виконано у чотирьох рядках напис «MO. AVAR. / REG. BELGII/AD LEGEM/IMPERII». За рамкою виконано орнамент із розетками.

## Опис
Монета викарбувана на Варшавському монетному дворі, золото 983 проби. Діаметр монети — 21,4 мм, вага — 3.4897 г, від бортика виконано похилий зазубрення. Усього було випущено 163 205 монет.
Інформація про монети та ступінь рідкості за шкалою Шелдона-Бріна представлена в таблиці:
|            | Відмінності             | Ступінь рідкості | Кількість копій |
| ---------- | ----------------------- | ---------------- | --------------- |
| Дукат 1831 | точка перед смолоскипом | R1               | 15 001–80 000   |
| Дукат 1831 | точка після смолоскипа  | R2               | 3001-15000      |
| Дукат 1831 | без крапки              | R3               | 601-3000        |